# Линкестида
Линкестида (др.-греч. Λυγκηστίς) — область в Древней Македонии, примерно соответствующая современному ному Флорине и южной части Пелагонийского региона.
Одна из горных областей Верхней Македонии, расположенная в коридоре Битола — Козани. На севере граничила с Пелагонией (древняя граница проходила, вероятно, несколько севернее современной греко-македонской границы), на юго-западе — с Орестидой. На юге границей служил невысокий хребет, через который к западу от озера Петрон проходит перевал Кирли Дирвен, связывавший Линкестиду с Эордеей. На западе её территория доходила до горы Пелистер, на востоке до подножия гор Ворас.
Другое название — Линк (Λύγκος). Жители области назывались линкестами (Λυγκησταί). Н. Дж. Л. Хаммонд, на основании толкования Страбона, относит их, вместе с соседними племенами орестов, пелагонов, тимфеев и элимеотов, к молосской группе.
Согласно Страбону, князья Линкестиды возводили свою родословную к Бакхиадам, что, по мнению исследователей, может свидетельствовать о древних связях этой области с Коринфом, чьи купцы ещё в архаическую эпоху освоили маршрут, по которому позднее была проложена Эгнатиева дорога, поворачивавшая с Пелагонийской долины на восток, через перевал Кирли Дирвен.
Линкестида была небольшой областью, около 25—30 км², но проходившие через неё дороги с севера на юг и с запада на восток, делали контроль над этой местностью стратегически важным. В этом районе не было значительных городов, но он обладал достаточными водными ресурсами, хорошими пастбищами и лесами. Линкестида была сильным племенным княжеством, в V веке до н. э. успешно противостоявшим попыткам македонского завоевания.
В 424—423 годах до н. э. Пердикка II при поддержке Брасида совершил два похода на князя Линкестиды Аррабея I, нанёс ему поражение, но покорить не смог. Сын Аррабея Аррабей II был влиятельным противником царя Архелая, а внучка Аррабея I Эвридика была женой Аминты III и матерью Филиппа II.
Дройзен полагал, что из рода правителей Линкестиды происходил царь Аероп II, но это нельзя считать вполне установленным.
Вероятно, Линкестида была оккупирована иллирийцами, разгромившими в 359 году до н. э. Пердикку III. В 358 году до н. э. Филипп II взял реванш, наголову разбив царя Бардила в Линкестидской битве, после чего отодвинул границу области на север, присоединив к ней часть Пелагонийской равнины. К югу от современной Битолы была основана Гераклея Линкестийская, ставшая со временем центром области.
После римского завоевания Македонии название Линкестиды исчезло, так как эта область вошла в состав Пелагонии, одной из четырёх частей римской провинции Македония.